# Energía superficial
La energía superficial se define como la energía necesaria para romper los enlaces intermoleculares dando lugar a una superficie. En la física del sólido, las superficies deben ser intrínsecamente menos favorables energéticamente que la masa; es decir, debe haber una fuerza que genera la superficie. La energía superficial puede ser definida como el exceso de energía de la superficie de un material comparado con la que tendría si estuviera inmersa en la masa.
Para los líquidos, la tensión superficial (fuerza por unidad de longitud) y la densidad de energía superficial son idénticos. El agua tiene una densidad de energía superficial de 0.072 J/m² y una tensión superficial de 0.072 N/m.
Si se corta un sólido se consume energía. Si el corte es reversible, la conservación de energía nos dice que la energía consumida en el proceso de corte debe ser igual a la energía inherente en las dos nuevas superficies creadas. La unidad de energía superficial de un material debe ser, por lo tanto, la mitad de su energía de cohesión, siendo el resto de condiciones iguales. En la práctica esto es cierto solo para una superficie recién cortada preparada en vacío. Las superficies a veces cambian su forma de manera irreversible alejándose de modelos simples. Existen regiones altamente dinámicas que reaccionan o cambian rápidamente, lo que hace que la energía superficial se vea reducida por procesos de pasivación o absorción.